# August Oetken

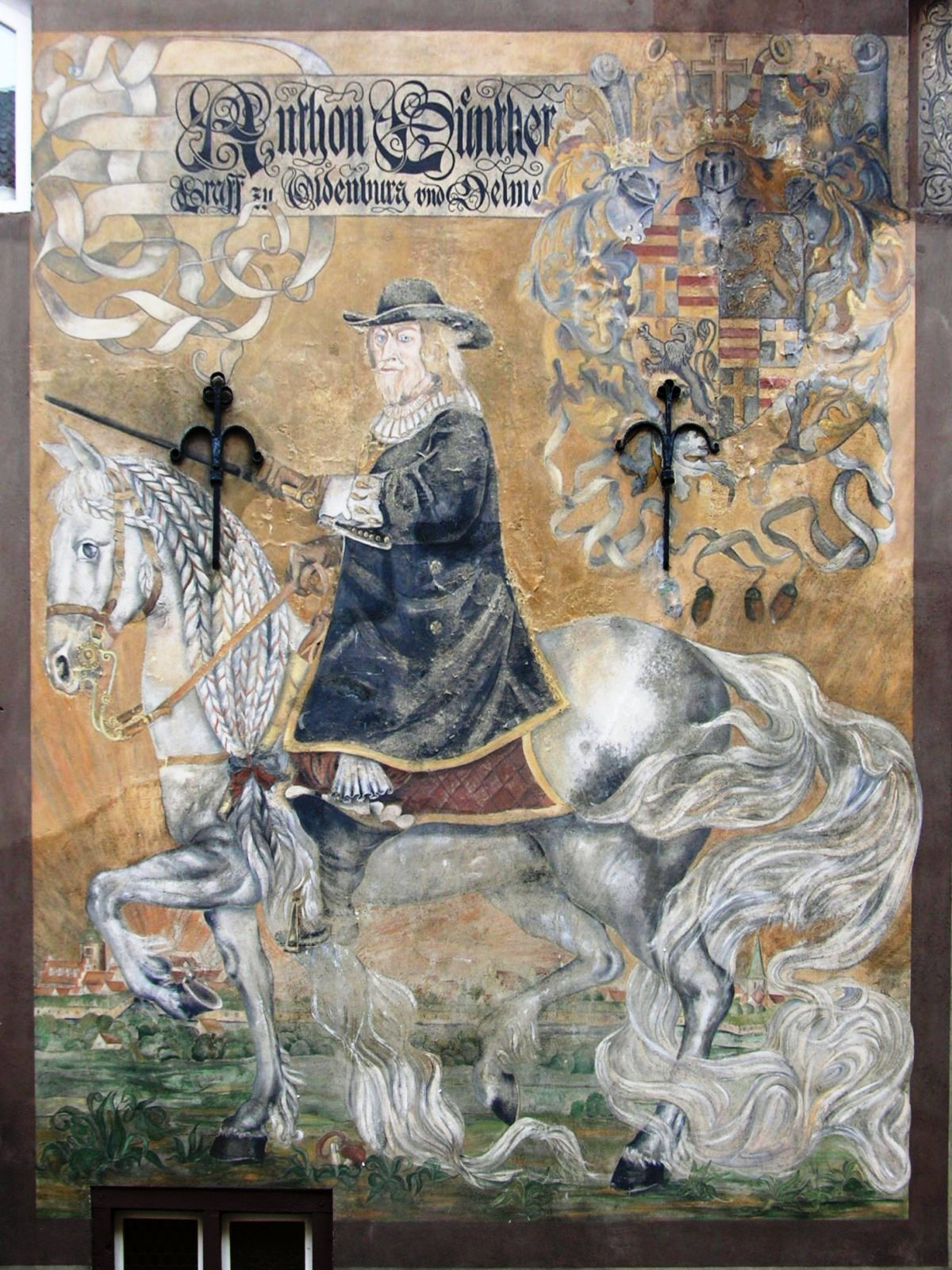
Graf Anton Günther. Malowidło na ścianie zewnętrznej hotelu Hotels Graf Anton Günther

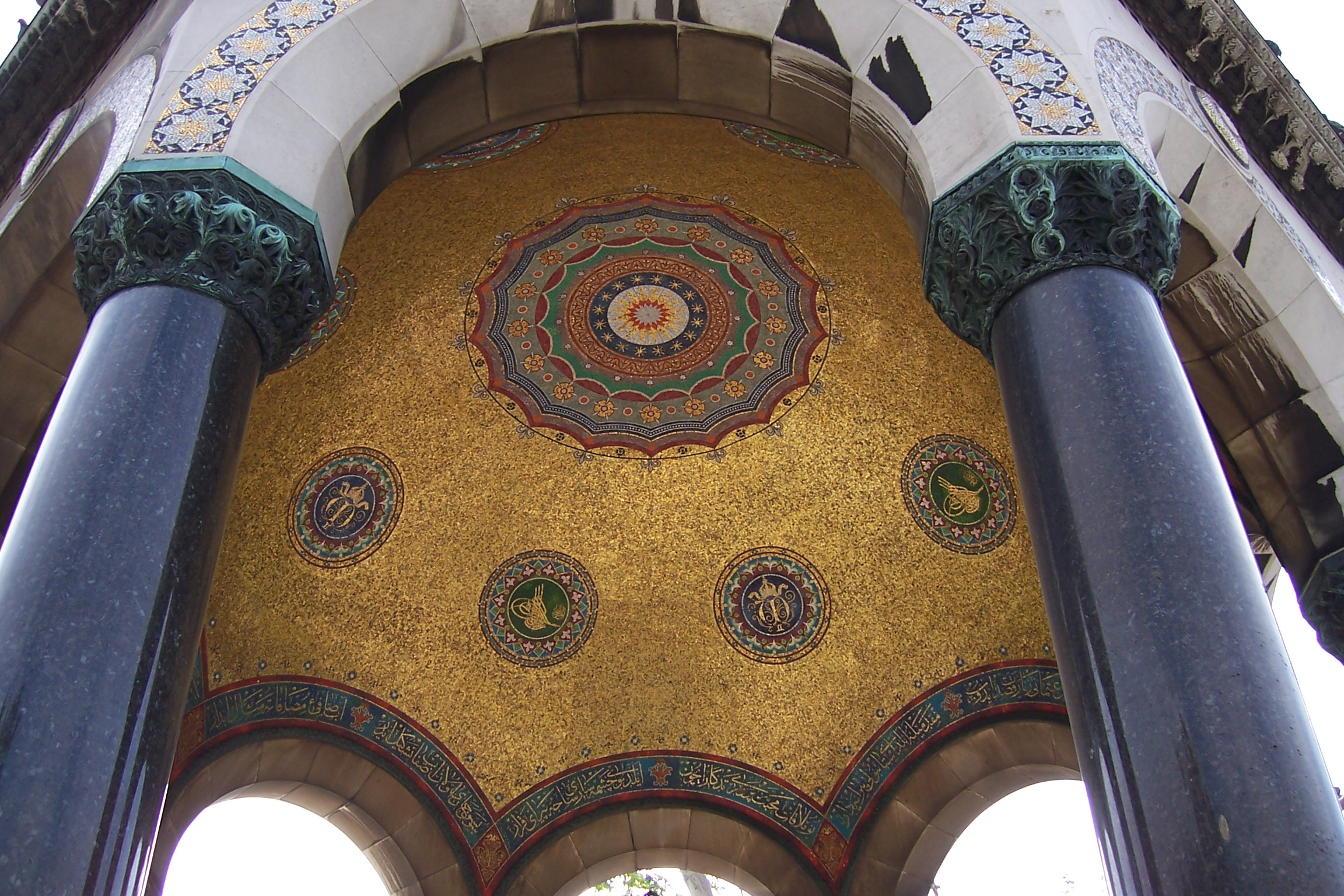
Widok wewnątrz Deutscher Brunnen w Stambule

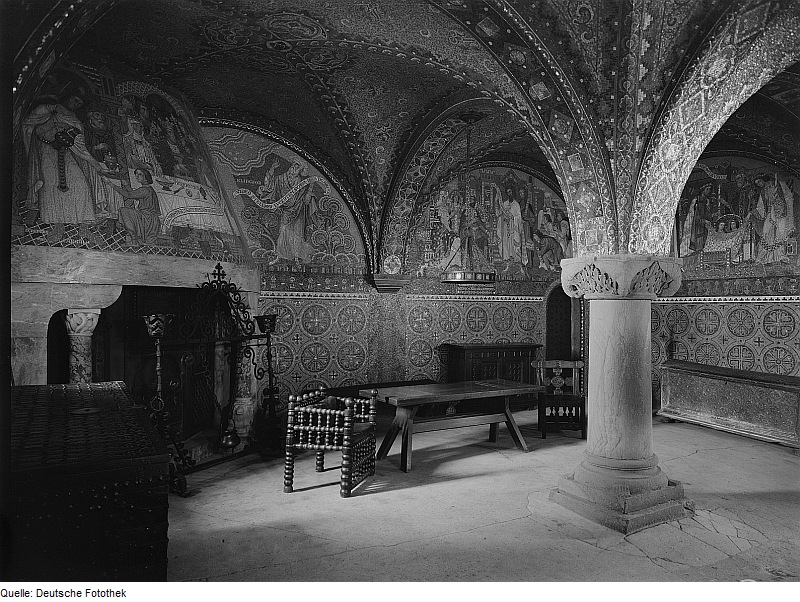
Elisabethkemenate na zamku Wartburg

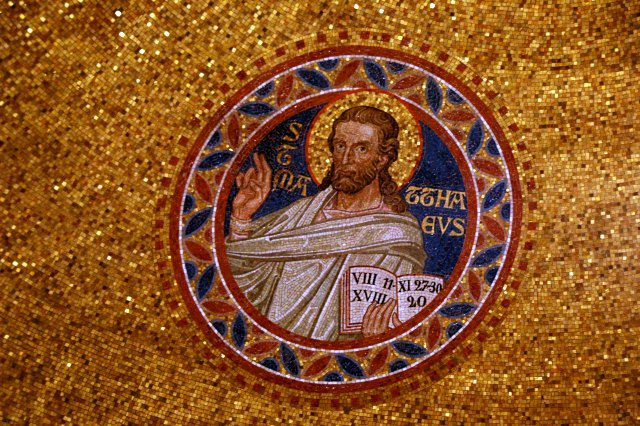
Apostoł Mateusz w Erlöserkirche (Mirbach)

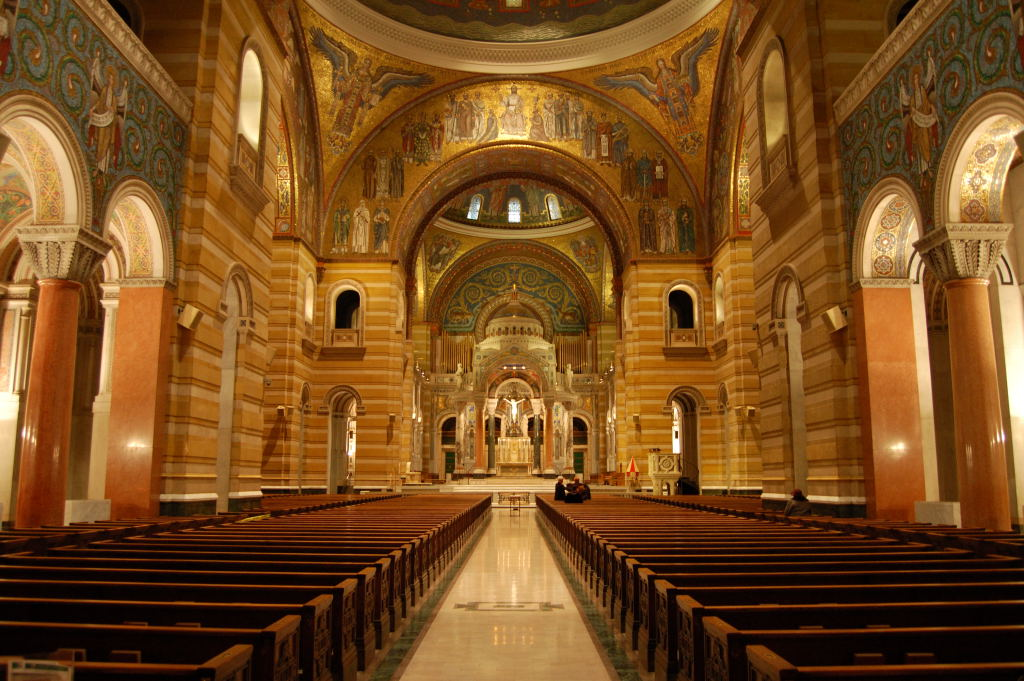
Katedra w St. Louis

August Heinrich Hermann Oetken – niemiecki malarz nurtu historyzmu i artysta tworzący mozaiki; urodzony 14 lutego 1868 roku w Oldenburgu; zmarł 20 maja 1951 roku w Oldenburgu.

## Życiorys i działalność
August Heinrich Hermann Oetken urodził się jako syn rolnika Johanna Diedericha Oetkena i Catherine Oetken z domu Scheide. Oboje rodziców pochodziło z rodzin ewangelickich. Po ukończeniu szkoły realnej w Oldenburgu uczył się w latach 1885 do 1888 malarstwa dekoracji u malarza teatralnego Wilhelma Mohrmanna (1849-1934), który między innymi wyposażył Großherzogliches Hoftheater w Oldenburgu. W 1888 roku przeszedł do biura architektonicznego Ludwiga Klingenberga i razem z nim udał się w podróż naukową do Francji i Hiszpanii. W latach 1891–1896 był uczniem malarza historycznego Hermanna Schapera w Hanowerze, później pracował samodzielnie. W roku 1898 i 1906 odbył podróż do Włoch w celu studiowania mozaiki. Za wykonanie mozaiki w Elisabeth-kemenate na zamku Wartburg koło Eisenach otrzymał w roku 1906 tytuł profesora. Od 1907 do 1926 był docentem ornamentów i dekoracji w stylu średniowiecznej architektury na Uniwersytecie Technicznym w Berlinie. Po zburzeniu jego domu przy parku Tiergarten w Berlinie i po utracie całego dorobku artystycznego, w roku 1944 wrócił do Oldenburga. Tam malował małe pejzaże i martwą naturę, które nie sprzedawały się. Żył w ubóstwie, ale opiekowały się nim adoptowana córka i wnuczka.
Z małżeństwa zawartego 7 lipca 1896 roku z Marie Bestvater przyszła na świat córka.

## Dzieła
Oetken ozdobił malowidłami, witrażami, mozaikami liczne kościoły i budynki świeckie i odrestaurował wiele starych malowideł.
- 1891: 20 oldenburskich widoków jako rysunki piórkiem w Georg Holtzinge (redaktor) :Festschrift des Oldenburgischen Gewerbe- und Handels-Vereins zu dessen fünfzigjährigem Jubiläum 1891. Stalling, Oldenburg 1891
- 1894: Wandbild des Grafen Anton Günther na wschodniej ścianie tytułowej restauracji przy ulicy Langen w Oldenburgu
- 1897–1899: Mozaika na suficie w Grunewaldturm w Berlinie
- 1899: Ołtarz w opactwie Maria Laach
- około 1900: Loża cesarska w kościele Pamięci (Kaiser-Wilhelm-Gedächtniskirche) w Berlinie
- 1900: Wewnętrzne wyposażenie w Starej Synagodze w Dortmundzie
- 1900: Mozaika w wewnętrznej kopule Deutscher Brunnen w Stambule
- 1902: Mozaika w kościele Mariackim w Bergen auf Rügen
- 1903: Mozaika w kościele Erlöserkirche (Mirbach), Eifel
- 1902–1906: Mozaika w Elisabethkemenate na zamku Wartburg koło Eisenach
- 1904–1905: Pomalowanie kościoła Nikolaikirche w Bad Schmiedeberg
- 1905: Pomalowanie kościoła St.-Petri-Pauli-Kirche w Eisleben
- około 1905: Złota mozaika w kaplicy Zamku Cesarskiego w Poznaniu
- 1906-1908: Pomalowanie kościoła i witraże w kościele Mariackim w Legnicy
- 1909: Pomalowanie kościoła Dorfkirche w Gröben
- 1917: Monumentalny obraz wieży zamkowej zamku Lübben w Lubinie (Niemcy)
- 1923–1924: Katedra Saint Louis
- Kościół św. Jerzego w Ziębicach
- Witraże i pomalowanie wnętrza w kościele Pauluskirche Halle
- Kościół miejski w Gröningen
- W kościele Opieki św. Józefa we Wrocławiu
- Kościół św. Jerzego we Wrocławiu-Brochowie
- Renowacja odkrytych obrazów w Sulęcinie
- Malowidła w Kapitularzu i monumentalny obraz w Wielkim Refektarzu na zamku Zakonu Krzyżackiego w Malborku
- Kościół miejski w Elmshorn
- Katedra w Haderslev
- Mozaika w kościele Erlöserkirche w Mirbach gmina Wiesbaum
- Pomalowanie i witraże w kościele Dorfkirche (Groß Lüben)